# Barrelhouse Piano
Barrelhouse Piano (auch Gut bucket) ist die Bezeichnung für einen einfachen Klavierstil, der um die Mitte des 19. Jahrhunderts in den USA entstand, als Bluesmusiker damit begannen, ihre Musik von der Gitarre auf das Klavier zu übertragen.
Dies geschah oft in Kneipen, in denen der Schnaps direkt aus Fässern (Barrel) ausgeschenkt wurde. In einer derartigen Umgebung musste der Pianist sehr laut spielen, um überhaupt gehört zu werden. Das Barrelhouse Piano wurde ohne Pedal gespielt. Jede Hand ist rhythmisch unabhängig von der anderen; die linke Hand spielt den Beat, die rechte Hand die Melodieführung.
Der Stil des Barrelhouse Piano gilt als Vorläufer des Boogie-Woogie und steht in der Entwicklung der amerikanischen Musik in Gegensatz zum später entstandenen Ragtime, in dem in weitaus stärkerem Maße europäische Traditionen einflossen. Aus dem Barrelhouse Piano ging der Barrelhouse Jazz hervor, ein Vorläufer des Chicago-Jazz.
Bekannte Vertreter des Stils sind u. a. Josua Altheimer, Cow Cow Davenport, Champion Jack Dupree, Will Ezell, Frank Melrose, Little Brother Montgomery, Edwin Pickens, Roosevelt Sykes, Washboard Sam, Charlie Spand, Thomas A. Dorsey, Speckled Red, Charley Taylor, Ivy Joe White, Peetie Wheatstraw, James „Boodle-It“ Wiggins und George Zack. Spätere Musiker wie Fats Domino oder Big Maceo Merriweather adaptierten Elemente des Barrelhouse.

## Diskographische Hinweise
- Barrelhouse Blues 1927-1936 (Yazoo, ed. 1972), mit Bob Call, Barrelhouse Welsh, Joe Dean, George Noble, Lonnie Johnson, Montana Taylor, Little Brother Montgomery, Charley Taylor, Cow Cow Davenport, Jabo Williams, Jesse James, Raymond Barrow, Will Ezell
- Barrelhouse Piano (Jazz Piano), mit Cow Cow Davenport, Henry Brown, Montana Taylor, Romeo Nelson, Speckled Red
- Leothus Lee Green: Blues and Barrelhouse Piano 1929-1937 (Earl Archives, ed. 1982)
- Robert Shaw: Texas Barrelhouse Piano (Arhoolie Records)
- Wesley Wallace, Henry Brown: St. Louis Barrelhouse Piano 1929-1934: The Complete Recorded Works of Wesley Wallace, Henry Brown & Associates (Document Records, ed. 1992)